# Anthaxia fedtschenkoi
Anthaxia fedtschenkoi es una especie de escarabajo del género Anthaxia, familia Buprestidae. Fue descrita científicamente por Semenov en 1895.